# Limogne-en-Quercy
Limogne-en-Quercy è un comune francese di 813 abitanti situato nel dipartimento del Lot nella regione dell'Occitania.

## Società

### Evoluzione demografica
Abitanti censiti